# Blackfoot (Idaho)
Blackfoot – miasto w Stanach Zjednoczonych, w stanie Idaho, siedziba administracyjna hrabstwa Bingham.